# Pedro Antonio Pimentel
Pedro Antonio Pimentel (1830–1874), fue un militar y político dominicano.

## Primeros años
Pimentel nació en 1830 en la localidad de Lozano, municipio de Castañuelas, Montecristi. Era hijo de Jacinto Pimentel y Juana Chamorro. Luperón lo definió como un hombre "rebelde a la disciplina, perezoso al gabinete, pero audaz y previsor en la guerra restauradora".

## Vida Pública
Su vida pública se inicia con una valiente participación en Capotillo. Era ganadero y poseía una importante fortuna. Ocupó diversos puestos en la vida pública, desde múltiples funciones militares hasta presidente de la República. Fue preso en 1863, junto a Lucas Evangelista y otros al fracasar el primer intento revolucionario contra la Anexión a España.
Se escapó de la prisión y se refugió en Haití. Al producirse el Grito de Capotillo se integró decididamente a las luchas restauradoras participando en forma destacada en las principales acciones bélicas.
Más tarde fue designado General en Jefe de las "Fuerzas del Este" y desde allí trasladado a la Línea Noroeste como "Delegado Jefe de Operaciones" en esa región. El 10 de febrero de 1864 fue nombrado gobernador de Santiago e inmediatamente partió a combatir, en Puerto Plata, en auxilio de Gaspar Polanco que perseguía las tropas españolas en retirada hacia ese puerto de mar.
En enero de 1865 fue designado Ministro de Guerra y elegido diputado por Santiago a la Asamblea Nacional que se reuniría dentro del territorio controlado por los restauradores.

## Presidencia constitucional

Busto de Pedro Antonio Pimentel en el Parque Independencia de Santo Domingo

La Junta Provisional Gubernativa restauradora en enero de 1865, declaró en vigor la Constitución de Moca de 1858, hasta que se reuniera el 27 de febrero de 1865 una Convención Nacional que redactaría un nuevo texto constitucional, para luego escoger el presidente Constitucional de la República.
Una vez constituida la Convención Nacional, esta puso en vigor la Constitución liberal de Moca, la cual fue proclamada y se procedió a elegir al general Pimentel Chamorro, nuevo Presidente de la República el 25 de marzo de 1865. Una de sus primeras medidas fue la designación de un consejo de guerra para que fuera juzgado el expresidente Gaspar Polanco y su gabinete.
Su gobierno lo ejerció con la autoridad y energía propios de su carácter incurriendo, a veces, en excesos de arbitrariedad y despotismo carentes de intención dañina o de perversidad; por el contrario, como una expresión de celo en el cumplimiento de sus deberes en el ejercicio de la autoridad que en momentos difíciles había sido puesta en sus manos.
El Presidente Pimentel presentó su renuncia a la Presidencia de la República el 13 de agosto de 1865 en Santiago. Tomó la decisión al enterarse de que en Santo Domingo, los generales José María Cabral y Eusebio Manzueta, dirigían un plan golpista. El Jefe del Estado tuvo la información de que José María Cabral, había sido proclamado en la Capital Jefe Supremo con el título de “Protector”, a fin de establecer un nuevo gobierno y votar una nueva Constitución.
En su mandato concluyó la Guerra Restauradora.

## Vida personal y muerte
Contrajo matrimonio con Ana Polanco, hija del General Juan Antonio Polanco, hermano mayor de Gaspar Polanco, quién según el restaurador y escritor Manuel Rodríguez Objío, fue también padrastro de Pimentel.  Murió enfermo y sin dinero en Quartier-Morin, Haití, en 1874.